# Дунаєві Поляни
Дунаєві Поляни (рос. Дунаевы Поляны) — присілок в Воскресенському районі Нижньогородської області Російської Федерації.
Населення становить 68 осіб. Входить до складу муніципального утворення Єгоровська сільрада.

## Історія
Від 2009 року входить до складу муніципального утворення Єгоровська сільрада.

## Населення
| 1999 | 2002 | 2010 |
| ---- | ---- | ---- |
| 127  | ↘95  | ↘68  |